# Barker Channel
Barker Channel är ett sund i Antarktis. Det ligger i Östantarktis. Australien gör anspråk på området. Barker Channel ligger vid sjön Glider Lake.